# Indian National Football League 1998-1999
L'Indian National Football League 1998-1999 è stata la terza edizione della massima serie del campionato professionistico indiano di calcio, disputato dal 5 gennaio al 22 marzo 1999 e concluso con la vittoria del Salgaocar Sports Club.
Il capocannoniere del torneo è stato Philip Mensah con 11 goals.

## Squadre partecipanti
| Club                              | Stagione | Città         | Stadio                                 | Stagione precedente   |
| --------------------------------- | -------- | ------------- | -------------------------------------- | --------------------- |
| Air India                         | dettagli | Mumbai        | Cooperage Ground                       | 5° nell'INFL 1997-98  |
| Churchill Brothers                | dettagli | Margao        | Fatorda Stadium                        | 9° nell'INFL 1997-98  |
| Dempo                             | dettagli | Panaji        | Fatorda Stadium                        | 6° nell'INFL 1997-98  |
| East Bengal                       | dettagli | Calcutta      | Salt Lake Stadium                      | 2° nell'INFL 1997-98  |
| Indian Bank                       | -        | -             | -                                      | 8° nell'INFL 1997-98  |
| ITI                               | -        | -             | -                                      | Non presente.         |
| JCT                               | dettagli | Hoshiarpur    | Ambedkar Stadium                       | 7° nell'INFL 1997-98  |
| Kochin                            | dettagli | Kochi         | Jawaharlal Nehru International Stadium | 4° nell'INFL 1997-98  |
| Mahindra Utd                      | dettagli | Maharashra    | Cooperage Ground                       | 10° nell'INFL 1997-98 |
| Mohun Bagan                       | dettagli | Calcutta      | Salt Lake Stadium                      | 1° nell'INFL 1997-98  |
| Salgaocar                         | dettagli | Vasco da Gama | Fatorda Stadium                        | 3° nell'INFL 1997-98  |
| Tollygunge Agragami Football Club | dettagli | Tollygunge    | Rabindra Sarobar Stadium               | Non presente.         |

## Prima fase

### Gruppo A

#### Classifica finale[1]
|  | Pos. | Squadra             | Pt | G  | V | N | P | GF | GS | DR  |
|  | ---- | ------------------- | -- | -- | - | - | - | -- | -- | --- |
|  | 1.   | Mohun Bagan         | 17 | 10 | 4 | 5 | 1 | 14 | 7  | +7  |
|  | 2.   | JCT                 | 17 | 10 | 4 | 5 | 1 | 12 | 8  | +4  |
|  | 3.   | Churchill Brothers  | 14 | 10 | 3 | 5 | 2 | 15 | 10 | +5  |
|  | 4.   | Tollygunge Agragami | 14 | 10 | 3 | 5 | 2 | 9  | 8  | +1  |
|  | 5.   | Dempo               | 9  | 10 | 2 | 3 | 5 | 6  | 11 | -5  |
|  | 6.   | Air India           | 7  | 10 | 2 | 1 | 7 | 5  | 17 | -12 |

### Gruppo B

#### Classifica finale[1]
|  | Pos. | Squadra      | Pt | G  | V | N | P | GF | GS | DR  |
|  | ---- | ------------ | -- | -- | - | - | - | -- | -- | --- |
|  | 1.   | East Bengal  | 26 | 10 | 8 | 2 | 0 | 19 | 2  | +17 |
|  | 2.   | Kochin       | 17 | 10 | 5 | 2 | 3 | 19 | 12 | +7  |
|  | 3.   | Salgaocar    | 16 | 10 | 4 | 4 | 2 | 17 | 8  | +9  |
|  | 4.   | Mahindra Utd | 10 | 10 | 3 | 1 | 6 | 6  | 19 | -6  |
|  | 5.   | ITI          | 8  | 10 | 2 | 2 | 6 | 6  | 19 | -13 |
|  | 6.   | Indian Bank  | 7  | 10 | 2 | 1 | 7 | 11 | 25 | -14 |

Legenda:

      Qualificata.

      Non qualificata.

## Seconda fase

### Classifica finale[1]
|  | Pos. | Squadra            | Pt | G  | V | N | P | GF | GS | DR  |
|  | ---- | ------------------ | -- | -- | - | - | - | -- | -- | --- |
|  | 1.   | Salgaocar          | 23 | 10 | 7 | 2 | 1 | 17 | 6  | +11 |
|  | 2.   | East Bengal        | 19 | 10 | 5 | 4 | 1 | 14 | 8  | +6  |
|  | 3.   | Churchill Brothers | 15 | 10 | 4 | 3 | 3 | 12 | 11 | +1  |
|  | 4.   | Mohun Bagan        | 10 | 10 | 2 | 4 | 4 | 5  | 10 | -5  |
|  | 5.   | JCT                | 9  | 10 | 1 | 6 | 3 | 8  | 9  | -1  |
|  | 6.   | Kochin             | 3  | 10 | 0 | 3 | 7 | 3  | 15 | -12 |

Legenda:

      Campione.